# Babushka Lady

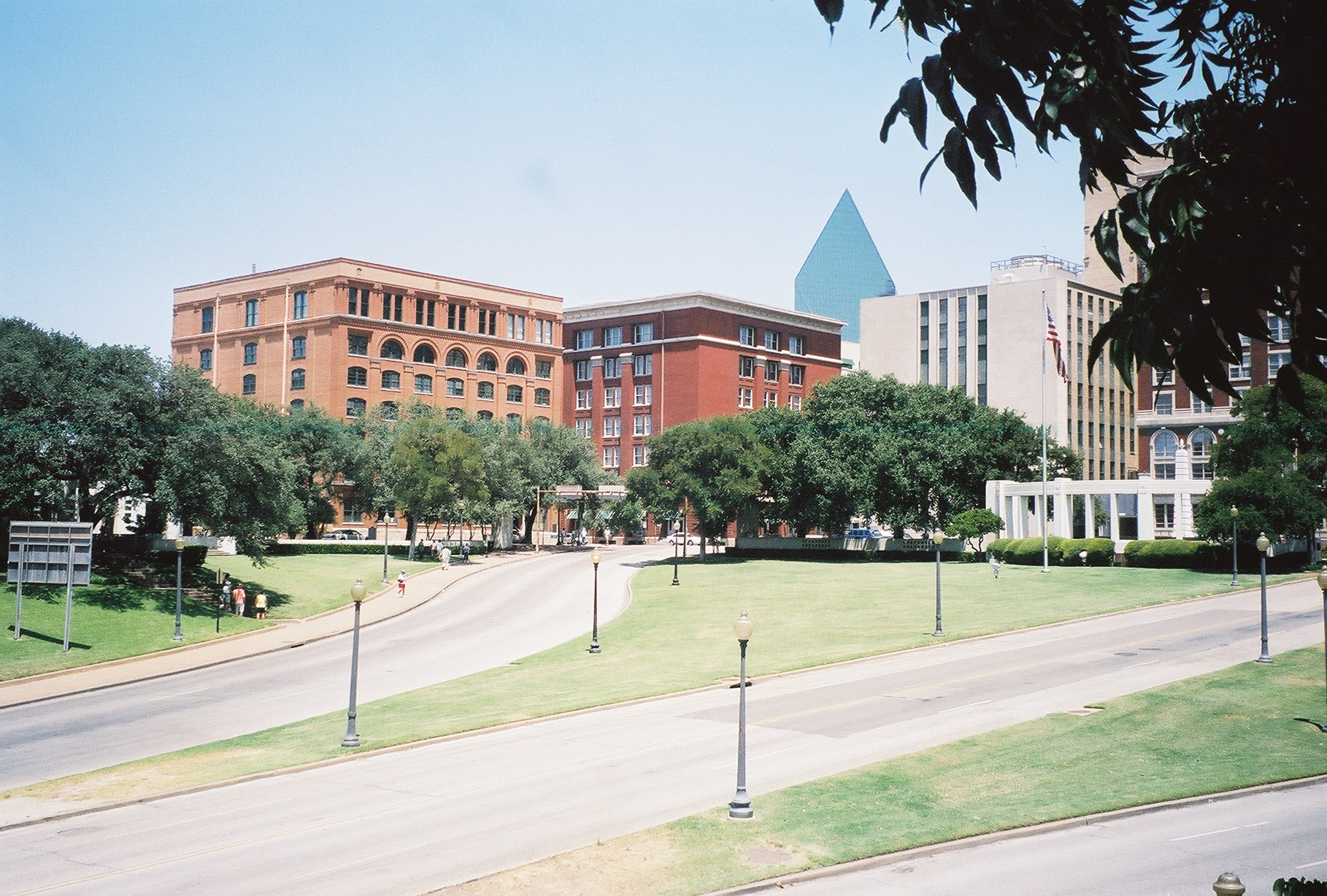
La Dealey Plaza de Dallas où l'assassinat de Kennedy a eu lieu.

Babushka Lady (madame Babouchka) est le surnom donné à l'une des témoins de l'assassinat de John F. Kennedy, une femme en train de filmer l'évènement qui survient sur la Dealey Plaza à Dallas au moment où le président des États-Unis est abattu. Son surnom provient du foulard qu'elle porte sur la tête et qui l'identifie dans les films et photos où elle apparaît. Beverly Oliver, une danseuse d'un club de Dallas voisin de celui de Jack Ruby, a prétendu être la Babushka Lady et avoir filmé l'assassinat avec sa caméra Yashika 8 mm. Selon ses dires, deux agents du FBI auraient saisi sa caméra et le film s'y trouvant, et ne les auraient jamais rendus. Toutefois, l'appareil photographique prétendument utilisé ne fut pas commercialisé avant 1969 et il est difficile de croire qu'un tel appareil, encore à l'état de prototype, ait pu être laissé entre les mains d'une danseuse de cabaret alors âgée de 17 ans. En outre, un cliché pris de l'autre côté de la rue laisse apparaître le visage de la femme en question qui paraît âgée d'environ 40 ans.
Babushka Lady est vue en possession d'une petite caméra par des témoins oculaires, et est également présente sur des photos ou films montrant l'assassinat,. Elle apparaît debout sur le gazon entre la rue Elm Street et la rue principale, et apparaît notamment dans le film Zapruder, et dans ceux d'Orville Nix, Marie Muchmore et Mark Bell (elle apparaît pendant cinq secondes sur le film de Bell, entre la 44e seconde et la 49e seconde). Sur les derniers clichés où elle apparaît, Lady Babushka marchait vers l'est sur la rue d'Elm Street.

## Rapport du House Select Committee on Assassinations
En mars 1979, la section de recherches photos du House Select Committee on Assassinations a communiqué son incapacité à localiser un film attribué à Babushka Lady. Selon son rapport : « Au départ, Robert Groden, un consultant photographique au sein du comité a informé de l'existence potentielle d'un tel cliché, a fait remarquer ces questions pertinentes. Les enquêteurs étudièrent un bon nombre de photos et quelques vidéos, et quelques-uns n'ont pas été retrouvés, comme le film de Lady Babushka, une photographie couleur de Norman Similas et le négatif original de la photographie de Betzner. »